# Ковыль шершавый
Ковы́ль шерша́вый (лат. Stīpa asperēlla) — многолетнее травянистое растение; вид рода Ковыль (Stipa) семейства Злаки (Poaceae).

## Ботаническое описание
Гемикриптофит. Травянистый многолетник 75—90 см высотой.
Цветоносные стебли щетинисто-волосистые, их листья узколинейно-ланцетные, изнутри волосистые. Листья бесплодных побегов снаружи остро-шероховатые, свёрнутые. Цветёт в мае — начале июня.
Метёлка с семью — девятью колосками, её ось щетинисто-волосистая. Нижняя цветочная чешуя 18—21,5 мм длиной, краевые полоски волосков на ней доходят до основания ости. Ость 26—36 см длиной, её нижняя закрученная часть коричневатая, на рёбрышках шероховатая от бугорков. Плодоносит в июне. Размножается семенами.

## Распространение и местообитание
Эндемик Украины. Северное Причерноморье (между реками Тилигулом и Ингульцом, включая Нижнее Побужье), Приазовье, Донецкий кряж.

## Охранный статус
Входит в Красную книгу Украины, охраняется в Украинском степном (отделение «Хомутовская степь», «Каменные Могилы») и Луганском (отделение «Стрельцовская степь», «Провальская степь») заповедниках, НПП «Гранитно-Степное Побужье» и заказниках в Николаевской области.